# O Areal (Carballo)
O Areal es una aldea española situada en la parroquia de Berdillo, del municipio de Carballo, en la provincia de La Coruña, Galicia.

## Demografía
No constan los datos demográficos de esta aldea ni en el INE español ni en el IGE gallego.